# Лотос (альбом)
«Ло́тос» — первый и единственный официальный альбом одноимённой советской рок-группы, выпущенный в 1990 году.

## Об альбоме
Советский музыкальный коллектив «Лотос», выступавший во второй половине 1980-х в жанре романтического рок-н-ролла, просуществовал недолго и оставив после себя один студийный альбом. Почти все его композиции были подготовлены вокалистом Андреем Сапуновым и клавишником Александром Слизуновым ещё в период их работы в ВИА «Самоцветы». Всего было записано восемь песен, причём шесть из них распространялись в формате магнитоальбома.
Первой публике была представлена песня «Свежий ветер» в начале 1987 года в программе «45 минут в воскресной студии» на радиостанции «Юность», где был объявлен конкурс на лучшее название пока безымянной группы. В итоге победил вариант «Лотос», предложенный самими музыкантами (согласно популярной версии — по названию стирального порошка, продаваемого тогда в советских магазинах). В марте того же года на телевидении был показан клип на эту же композицию.
Христианская баллада «Звон», ныне узнаваемая среди слушателей отечественного рока благодаря записи Андрея Сапунова с группой «СВ» для его дебютного сольного альбома, впервые была сыграна «Лотосом» в заметно отличающейся аранжировке. После того, как её изначальный текст про троллейбус был изменён на известный ныне, песня прозвучала на радио в сокращённом варианте и обрела успех. Кроме того, после выпуска «Утренней почты», снятого в Алуште, популярной стала и шуточная «Евпатория» о соответствующем городе-курорте в Крыму.
Лишь в апреле 1990 года фирма «Мелодия» выпустила диск-гигант, на который попало лишь семь композиций. На лицевой стороне конверта размещено фото ожидающих начала концерта людей, прячущихся от дождя под зонтами. На обороте конверта помещён сопроводительный текст о группе, написанный безымянным автором, а также крупная фотография участников проекта. Винил выпускался как в простом, так и в ламинированном конвертах. К этому времени коллектива, записавшего альбом, уже два года не существовало.

## История создания
Покинув ансамбль «Самоцветы» в июне 1986 года, Андрей Сапунов и Александр Слизунов приступили к активной подготовке репертуара новой группы в сотрудничестве с бывшими участниками московского «Наутилуса»: бас-гитаристом Евгением Маргулисом и барабанщиком и звукорежиссёром Михаилом Капником, владевшим комплектом собственного аудиооборудования.
Репетиция, аранжировка и запись песен проходили в импровизированной студии Капника, устроенной в помещении ЖЭКа в Кунцево. В качестве ударных на альбоме использовалась драм-машина Yamaha RX-5, поверх электронного звучания которой были наложены звуки живых тарелок и перкуссии.
Почти все партии бас-гитары для альбома были первоначально сыграны Маргулисом, но в связи с желанием «сделать звучание альбома более сдержанным и прозрачным» их через некоторое время переписал Сапунов. По мнению Сергея Мирова, Маргулиса это обидело, что стало причиной его скорого ухода из группы.
На запись гитарных соло поначалу привлекли Вадима Голутвина, но в процессе создания альбома возник экс-участник «Кинематографа» Анатолий Шеванов, пополнивший коллектив вместе с перкуссионистом и барабанщиком Алексеем Коробковым. С обоими музыкантами Сапунов был прежде знаком по работе в группе «Олимпия» Дома культуры при заводе «Серп и молот».
Для исполнения партий саксофона был приглашён Владимир Пресняков-старший. Свои импровизации он записал за один день, причём, на взгляд Сапунова, это была одна из лучших работ музыканта.

…Петрович [Пресняков] в наушниках стоял перед микрофоном и почти без дублей, импровизируя, записывал уже четвёртую композицию. Перед ним на низком стуле сидел Александр Слизунов, с закрытыми глазами и оргастической улыбкой на лице раскачиваясь в такт звучащей мелодии.

– Стоп, записано! – произнёс из-за пульта Миша Капник, – включаю следующую?

– Давай! – уверенно произнёс Петрович.

– Подождите меня, я пойду покурю, – сказал Слизунов и встал со стула.

– Да чего ждать-то? – произнёс Петрович и посмотрел на часы, – меня ещё в одном месте ждут. Давай, включай фанеру!

И запись пошла. Но в середине песни Петрович вдруг состроил недовольную мину и крикнул:

– Стоп! Не получилось, давай ещё раз!

Песню запускали ещё раза три, но соло не выстраивалось. Пресняков сам останавливал запись и начинал снова. А после очередного неудачного дубля он, уже всерьёз разозлившийся, крикнул в коридор:

– Эй! Слизун! Иди сюда!

А когда удивлённый Саша заглянул в комнату, он прорычал:

– Садись! Тащись!

Все присутствующие захохотали, но, к общему удивлению, запись продолжилась в том же крейсерском режиме, как и до перекура. Импровизация у Петровича опять «пошла»! Благодаря мастерству Слизунова, конечно же!— Сергей Миров, из книги «Воскресение: книга о музыке, дружбе, времени и судьбе»

## Отзывы и критика
Несмотря на поздний выпуск, единственная пластинка «Лотоса» собрала урожай квалифицированных рецензий (Аркадий Петров, Виктор Лензон и т. п.) и достаточно неплохо продавалась.

Московская группа «Лотос» просуществовала всего пару лет, оставив по себе память в виде симпатичного альбома, полного рефлексивных и интровертных баллад, казавшихся не особо актуальными в эпоху, когда главными чертами отечественного рока были патетика и публицистичность, но сохранивших своё очарование и по сей день. <…> Возможно, альбому не хватало динамики, зато по музыкальной части он был на высоте: в его песнях можно расслышать элементы арт-рока и новой волны, интонации романса и джаза, ориентальные мотивы и блюзовые ноты, а такие номера как «Свежий ветер», «Немного счастья для двоих», «Кот Бегемот» (с отсылками к «Мастеру и Маргарите») и, конечно, ошеломительный «Звон» с его фолковым распевом остаются настоящими шедеврами.— Андрей Бурлака

По идее сейчас нужно что-то конкретно объяснить и попытаться проанализировать песни «Лотоса». Вряд ли они в этом нуждаются — как Доктор Ватсон в комментарии, что он друг Шерлока Холмса. Чего ради я буду рассуждать об особенностях лирических баллад и отражении их «Лотосом» в «Никитских воротах»? Кассеты ходят по рукам. Послушайте — и всё найдете сами. Главное в «Лотосе» — настроение, а не глубокомысленность, не созерцание мира, не «жизненность», как часто пишут поклонники. Это просто красиво. Но эта красота не холодная, не абстрактная, как философская категория, а какая-то очень близкая. И любая тема, выбранная «Лотосом» в качестве рабочего материала, прозвучит красиво. Плоские шутки «это — реклама стирального порошка» у всех здравомыслящих людей вызывают насмешку.— К.М.

## Список композиций

### Виниловая пластинка (1990)
| №                   | Название                                   | Текст песни         | Музыка                  | Длительность |
| ------------------- | ------------------------------------------ | ------------------- | ----------------------- | ------------ |
| 1.                  | «Белый день»                               | C. Андреев          | А. Сапунов              | 4:32         |
| 2.                  | «Немного счастья на двоих»                 | А. Слизунов         | А. Сапунов              | 5:10         |
| 3.                  | «Евпатория»                                | А. Слизунов         | А. Сапунов              | 3:28         |
| 4.                  | «Звон»                                     | А. Слизунов         | А. Сапунов              | 5:48         |
| 5.                  | «Свежий ветер»                             | А. Слизунов         | А. Слизунов             | 6:00         |
| 6.                  | «Кот Бегемот» («Никитские ворота»)         | А. Слизунов         | А. Сапунов, А. Слизунов | 5:26         |
| 7.                  | «Ветер с острова Борнео» («Остров Борнео») | Б. Доронин          | А. Рыбаков              | 7:06         |
| Общая длительность: | Общая длительность:                        | Общая длительность: | Общая длительность:     | 37:30        |

### Магнитоальбом (1987)
| №                   | Название                   | Текст песни              | Музыка              | Длительность |
| ------------------- | -------------------------- | ------------------------ | ------------------- | ------------ |
| 1.                  | «Белый день»               | C. Андреев               | А. Сапунов          | 4:32         |
| 2.                  | «Немного счастья на двоих» | А. Слизунов              | А. Сапунов          | 5:10         |
| 3.                  | «Евпатория»                | А. Слизунов              | А. Сапунов          | 3:28         |
| 4.                  | «Свежий ветер»             | А. Слизунов              | А. Слизунов         | 6:00         |
| 5.                  | «Доктор Ватсон»            | А. Слизунов, В. Солдатов | А. Слизунов         | 4:06         |
| 6.                  | «Ветер с острова Борнео»   | Б. Доронин               | А. Рыбаков          | 7:06         |
| Общая длительность: | Общая длительность:        | Общая длительность:      | Общая длительность: | 30:22        |

## Участники записи
- Андрей Сапунов — вокал, гитара, бас-гитара
- Александр Слизунов — клавишные
- Михаил Капник — драм-машина, звукорежиссёр
- Евгений Маргулис — бас-гитара
- Анатолий Шеванов — гитара
- Алексей Коробков — ударные, перкуссия

Альбом записан в 1986—1987 годах.